# Ungulinoidea
Super-famille
Les Ungulinoidea sont une super-famille de mollusques bivalves.

## Liste des familles
Selon World Register of Marine Species (16 décembre 2018) :
- famille Ungulinidae Gray, 1854